# Francisco Pagaza
Francisco "Pagaza" Pagazaurtundúa González-Murrieta (Santurtzi, 30 de outubro de 1895 - 18 de novembro de 1958) foi um futebolista profissional e treinador espanhol, medalhista olímpico.
Francisco Pagaza  representou seu país nos Jogos Olímpicos de Verão de 1920, na Antuérpia, ganhando a medalha de prata.